# Batalla de Ramgarh
La batalla de Ramgarh fou un enfrontament armat que es va lliurar el 26 de novembre de 1814 entre els britànics i els gurkhes durant la Guerra Gurkha de 1814-1816.
El general Ochterlony va atacar el fort de Ramgarh i va poder portar els canons cap a les zones escalonades i les pendents d'un costat de la muntanya; després va començar el bombardeig que al cap de poc va obligar capitular a la guarnició gurkha de la fortalesa. A un km de la muntanya a la part nord, es va erigir un monument al tinent G. T. Williams del 3r d'Infanteria Nativa que va morir en la batalla.